# Hayman Drums
Hayman Drums fue una marca de baterías presentada a finales de los años 60. La idea era conseguir una serie de instrumentos que pudiesen competir con las grandes compañías americanas de la época. Los cascos tenían paredes finas con aros de refuerzo, y estaban pintadas por dentro con un recubrimiento blanco que llamaban "Vibrasonic". Las bellotas eran básicamente una copia del diseño de Camco. Hayman dejó la producción en 1975. La compañía empezó con el nombre de George Hayman en el logo, aunque fue acortado a Hayman en años posteriores. Hayman hizo sus baterías con tan solo tres acabados metalizados; dorado, plateado y "midnight blue" o azul medianoche.

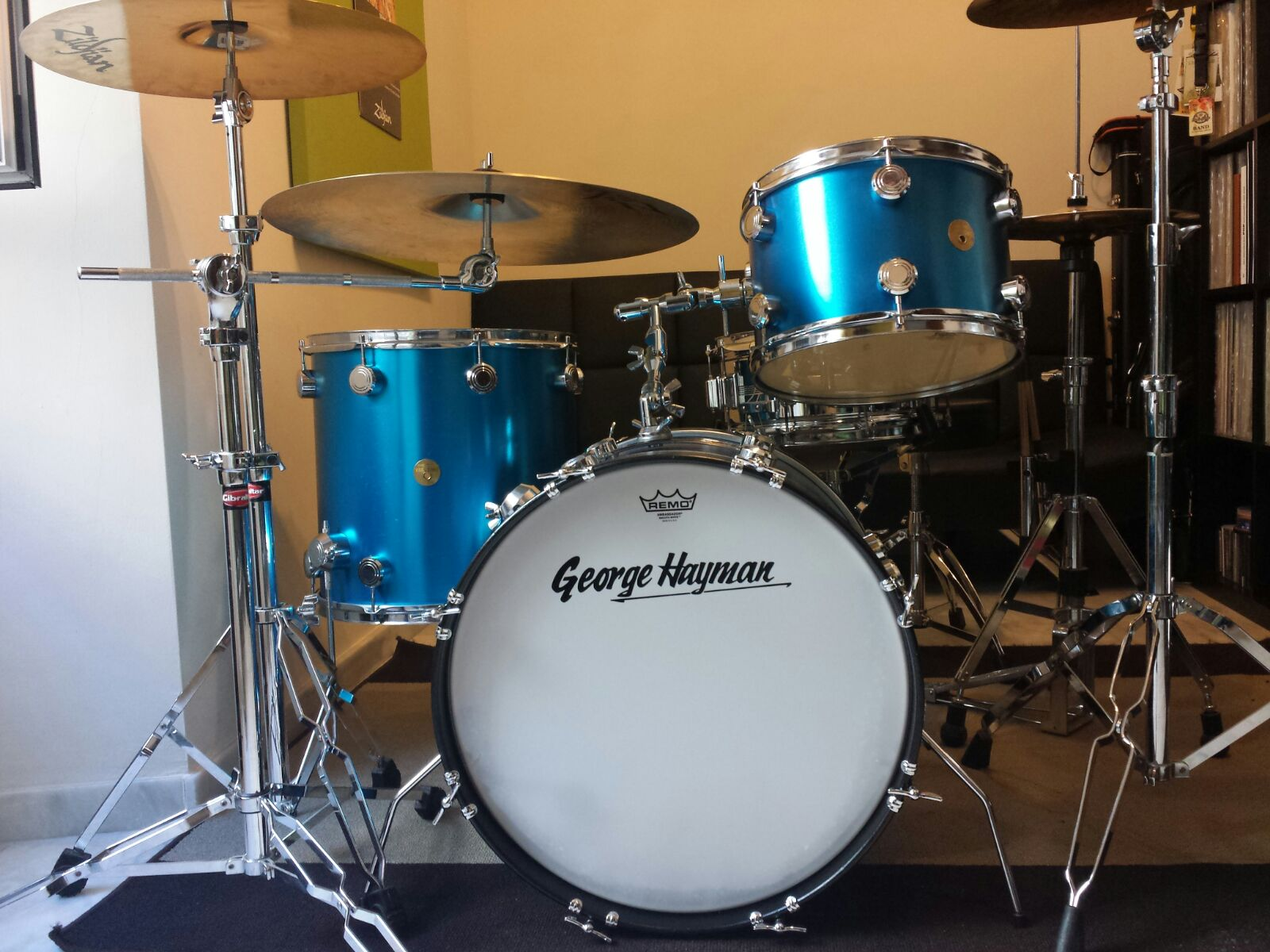
George Hayman Vibrasonic The Pacemaker Light Blue 1968-1969

## Endorsers
- Michael Giles de King Crimson
- Etienne Jacobs de Kremlin Picon Blues The Sparrows
- Jim Capaldi de Traffic
- Aynsley Dunbar a principios de la década de 1970
- Bill Bruford de Yes, King Crimson y Genesis
- Simon Kirke de Free
- Wilgar Campbell de Rory Gallagher
- Ted McKenna (hasta 1978) de Rory Gallagher
- Trevor Morais de The Peddlers y Björk
- Brian Downey de Thin Lizzy
- John Wilson de Taste
- Rob Townsend de Family
- Ric Parnell de Atomic Rooster
- Guy Evans de Van der Graaf Generator
- Mark Ashton de Rare Bird
- Woody Woodmansey de David Bowie
- Franz di Cioccio de Premiata Forneria Marconi
- Brian Davison de The Nice
- Simon King de Hawkwind
- Geoff Britton de Wings, Manfred Mann, East of Eden, The Rockets y The Keys
- Bill Legend de T.Rex
- Don Powell de Slade
- Charlie Watts de The Rolling Stones

Mitch Mitchell de The Jimi Hendrix Experience también tocó Hayman durante un tiempo, mientras que Jon Hiseman de Colosseum patrocinó a la marca durante un breve periodo de tiempo, pero nunca grabó con ella.
John Bonham, de Led Zeppelin, recibió un modelo Midnight Blue en el año 1968, cuya caja fue entregada a su técnico Mick Hinton. Éste, posteriormente, se la entregaría al también baterista Will Wright que, finalmente, la depositó en John Henry's Ltd..

## Datación
- Si el logo y/o el bordón de la caja pone "George Hayman", entonces es de 1968-69.
- Si el logo es de latón y mide 4 cm con un "Hayman  - entonces es de 1969-73.
- Si el logo es más pequeño y plateado entonces es una de las últimas fabricadas durante 74/75.

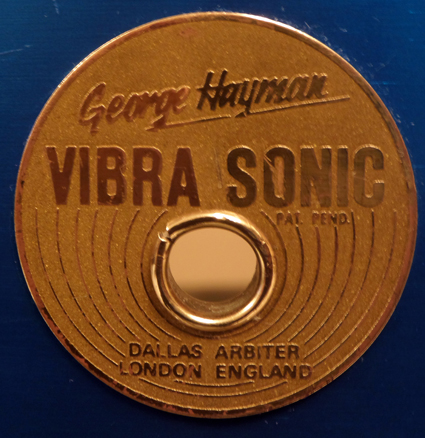
Placa Hayman 1968-69.

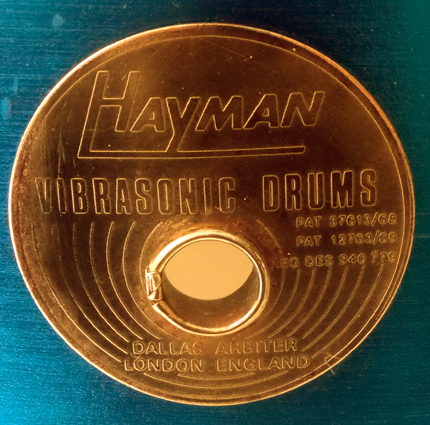
Placa Hayman 1969-73.

También, cada logo redondo en una batería Hayman tiene un número de patente - indicando en cada uno el año de fabricación.

## Historia
"Fueron una idea de Ivor Arbiter quien además de ser el primero en traer guitarras a Gran Bretaña en grandes cantidades fue también el primero en importar baterías Ludwig y Gretsch durante el 'beat boom'. Él fue quien, en los sesenta, se dio cuenta de manera muy inteligente de la diferencia de precio para una batería que sonase a un volumen alto en un tiempo en el que los bateristas raramente tocaban microfonoeados fuera del estudio. El plan original era colocar un revestimiento metálico dentro de los muy comunes cascos de haya de Carlton Drums y, de hecho, se fabricaron algunas. Finalmente descartaron los insertos metálicos, que eran pesados y caros y en su lugar eligieron una gruesa capa de pintura blanca en las superficies interiores de los tambores. De esta forma consiguieron crear kits de alto volumen y tono agudo.
Originalmente las baterías fueron llamadas George Hayman después de que uno de los trabajadores de la fábrica Dallas-Arbiter de Shoeburyness (cuyo apellido era realmente Haymon) y, posiblemente también por George Way, quien fabricaba las legendarias Camco. En mayor homenaje a aquella famosa marca americana, las bellotas de los sets también fueron circulares, lo cual era muy avant-garde para aquel tiempo. De cualquier manera, el nombre fue finalmente acortado a un más fácilmente identificable Hayman.
Las baterías mostraban una mezcla de características que, anteriormente a 1969, tan solo se veían en los caros productos americanos. Los aros de tres pestañas, que daban un sonido más abierto, muy nuevo para las baterías británicas, al igual que las patas del bombo no telescópicas, ajustables, monturas de cascos y platos giratorias, abundantes tornillos de tensión y parches Remo.
Dallas-Arbiter también diseñaron su propio soporte de tom, muy difícil de manejar, que quizá podría haber sido viable en los planos, pero en realidad era una pesadilla. Un rail curvo se situaba encima del bombo y a esto se enganchaba el tom mediante un soporte de fundición. El soporte del bombo se ajustaba con no uno, sino dos trinquetes con los que podías tener un ajuste de la altura horizontal muy limitado. Un bloque dentado estaba unido al tom, que encajaba con una rueda dentada en el soporte que facilitaba un ángulo correcto para tocar, y tuercas muy grandes fijaban el tom al soporte y el soporte al rail del bombo. Esas tuercas tenían una molesta tendencia a apretar los dedos contra el bombo y tampoco eran particularmente estables. Pero en aquella época era lo mejor que había en el mercado. Los espolones Hayman fueron diseñados siguiendo el modelo de los Ludwig, pero con mayores bloques circulares que encajaban con las tuercas y también colocaban los pies de tom. Los tensores de bombo "lightning-bolt" fueron los primeros diseñados ergonómicamente para facilitar la operación - se les dio una forma concreta para adaptarse mejor al pulgar.
La compañía Dallas-Arbiter también produjo muy buenos trípodes y pedales llamados Speedmatic, que de hecho eran mucho más sofisticados que la mayoría de todos los que se encontraban en la misma "competición". El soporte de caja fue en primero de Gran Bretaña en usar un sistema de sujeción de cesta, pedal de bombo con tracción por cinta y hi-hat de doble cadena (ambos presentaban resortes fácilmente ajustables) que eran particularmente valiosos. Eran más robustos que cualquier otro en el mercado, aunque con muchos saltos, los tornillos escalopados se frenaban con todas las embocadudas ajustables y hacían que fuese algo no muy deseado.
Inicialmente todas las cajas Hayman tenían unos cascos de madera de 5½" de profundidad al igual que los demás tambores, pero un año más tarde versiones con cascos de aluminio fueron introducidas. Fueron pobremente modeladas según el modelo 400 de Ludwig, aunque aparentemente, sus cascos eran mucho más parecidos a los de Gretsch. Al no hacer muchos ejemplares metálicos se han convertido en un artículo muy coleccionable.
Después de "Beverley Cosmic 21", Hayman estaba entre las primeras marcas no americanas en tener diez tensores por lado y presumían de un simple pero efectivo sistema bordonero de 22 hilos. al contrario que el "21", también tenían un sistema de sordina giratorio como el de Ludwig.

## Tamaños
Los tamaños de los sets Hayman originalmente eran de 22", 20" or 18" para el bombo y de 12", 13", 14" y 16" para los toms, pero finalmente bombos de 24", 26" e incluso 28" aparecieron. Los jazzistas de la época elegían el 18"x 12", 12"x8" y 14"x14" del modelo Recording, mientras que los roqueros preferían el modelo Showman, de mayor tamaño.

## Sonido
El secreto del sonido de Hayman eran el revestimiento interior. Fue llamado Vibrasonic pero era simplemente una gruesa capa de pintura blanca de poliuretano (originalmente con una desafortunada tendencia a agrietarse). Su función era reforzar la superficie del tambor, permitiendo que el sonido rebotase por todo el interior. No tenían un sonido precisamente cálido, pero para la mayoría de bateristas que tocaban sin amplificación, cumplían perfectamente. Podían desplazarse por diferentes estilos de música a un alto nivel.

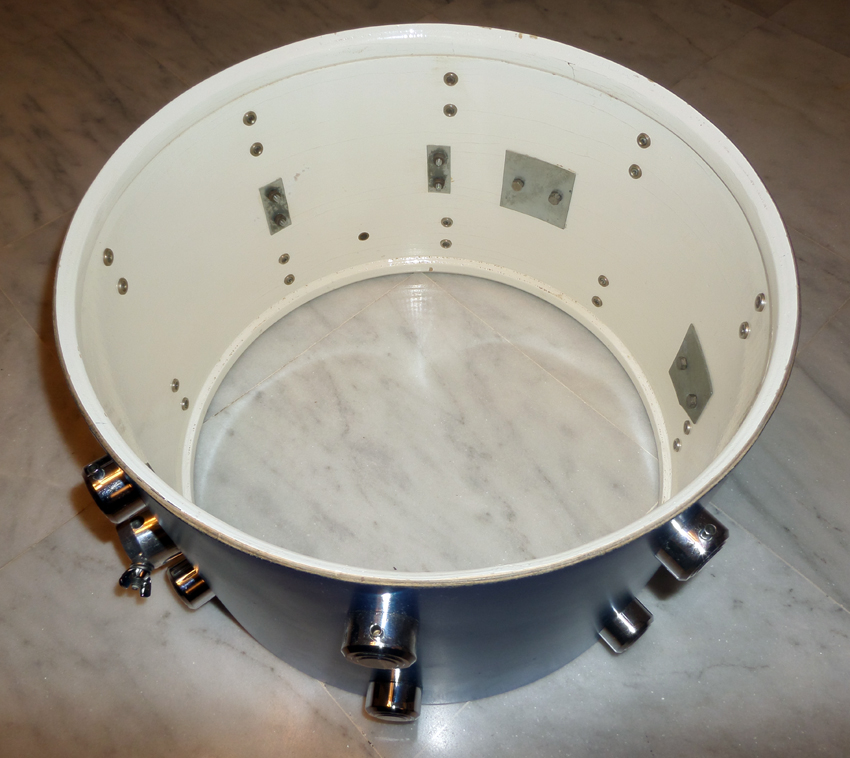
Revestimiento Vibrasonic.

## Acabados
Las Hayman originales tan solo ofrecían tres acabados cepillados: Solid Silver (plateado), Gold Ingot (dorado) y Midnight Blue (azul medianoche). Regal Red (rojo regio), Matt Black (negro), Natural Pine (pino natural) y Iceberg, transparente, se introdujeron más tarde. Como curiosidad, los cinco primeros también se usaban en refrigeradores.
Cuando introdujeron en agosto de 1969 el set Showman de cinco piezas sin herrajes costaría en torno £265 de la época.